# Драйкречам

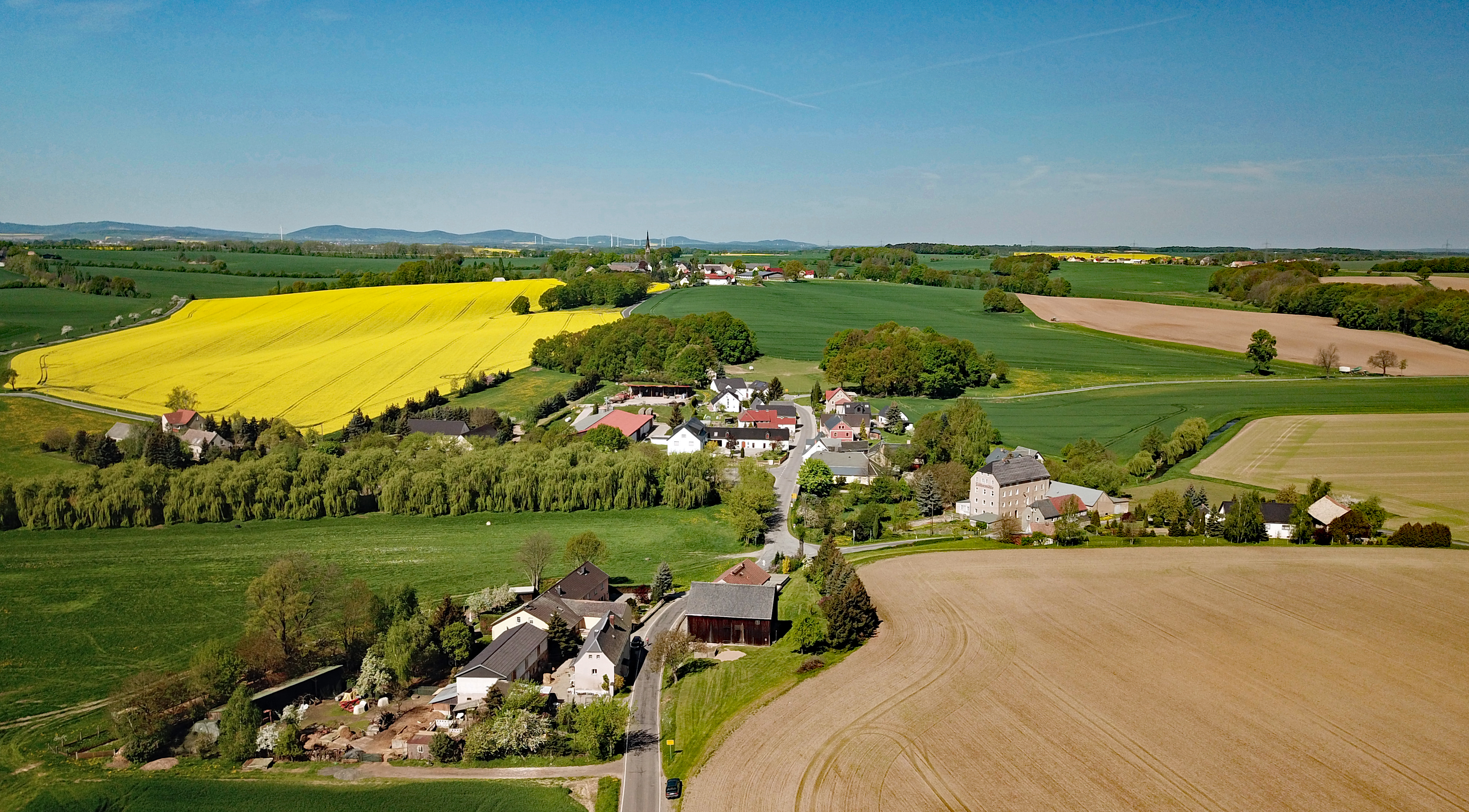

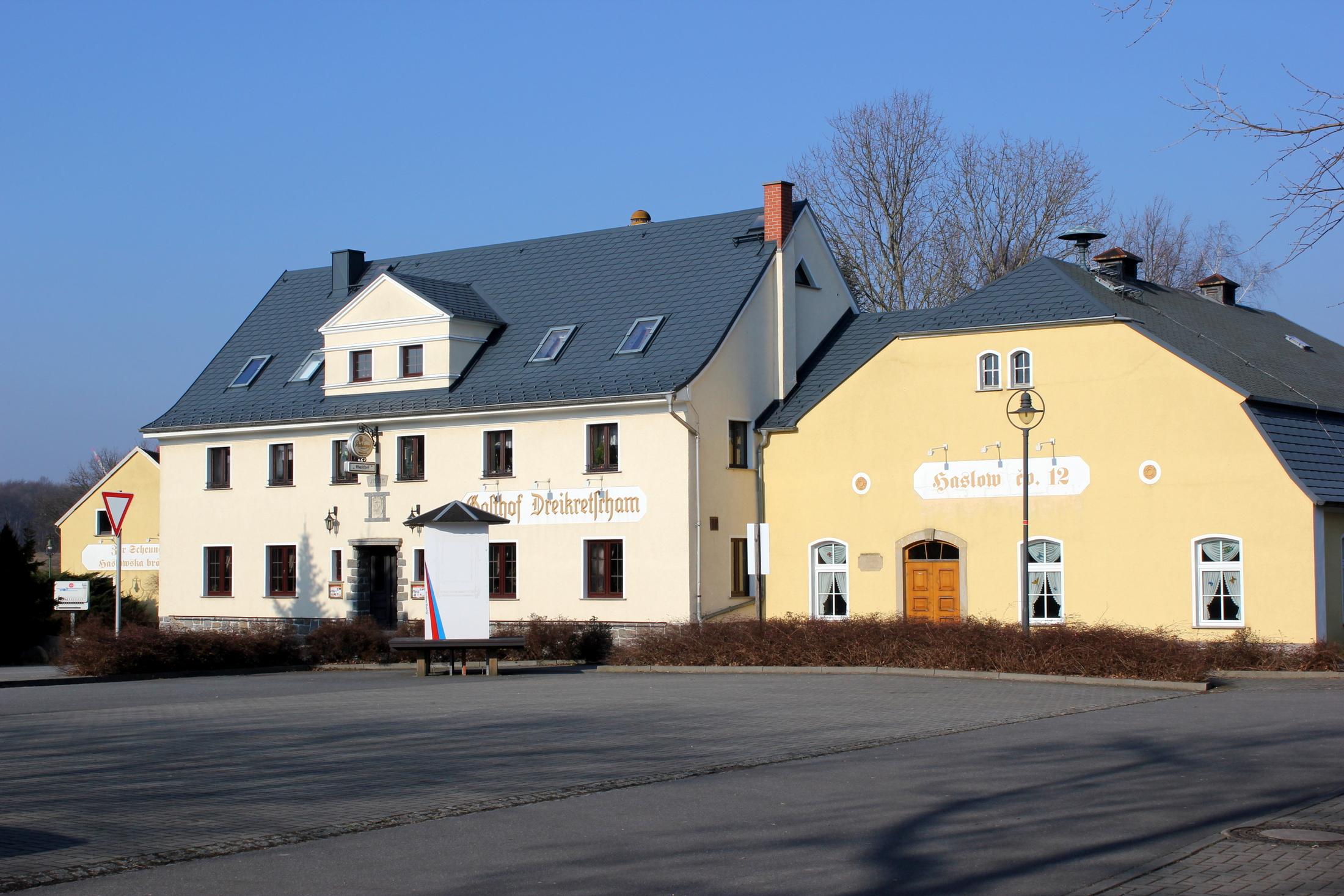
Гостиница, конец XVIII века. Памятник культуры и истории земли Саксония

Дра́йкречам или Га́слов (нем. Dreikretscham; в.-луж. Haslowо файле) — деревня в Верхней Лужице, Германия. Входит в состав коммуны Гёда района Баутцен в земле Саксония. Подчиняется административному округу Дрезден.

## География
Находится на обоих берегах реки Шварцвассер (Чорница).
Соседние населённые пункты: на севере — деревня Вутолчицы коммуны Нешвиц, на северо-востоке — деревня Лагов коммуны Нешвиц, на юге — деревня Сульшецы и на западе — деревня Бачонь.

## История
Впервые упоминается в 1390 году под наименованием Dryekreczim villa.
C 1936 по 1962 года входила в состав коммуны Шторха, с 1962 по 1994 года — в коммуну Пришвиц. С 1994 года входит в современную коммуну Гёда.
В настоящее время деревня входит в состав культурно-территориальной автономии «Лужицкая поселенческая область», на территории которой действуют законодательные акты земель Саксонии и Бранденбурга, содействующие сохранению лужицких языков и культуры лужичан.
Исторические немецкие наименования:
- Dryekreczim villa, 1390
- Dreyen Kreczmarn, 1460
- Dreyen Cretscham, 1474
- Dreien Kretschemen, 1499
- Dreykretzam, XV
- Dreykreczmer, 1506
- Drey Kretzan, 1519
- Drei Kretzschmer, 1580
- Haßlow oder Drey Kretzschmar, 1617
- Drey Kretscham, 1658
- Dreykretschen, 1768

## Население
Официальным языком в населённом пункте, помимо немецкого, является также верхнелужицкий язык.
Согласно статистическому сочинению «Dodawki k statisticy a etnografiji łužickich Serbow» Арношта Муки в 1884 году в деревне проживало 72 человека (из них — 71 серболужичанин (99 %)).
| 1834 | 1871 | 1890 | 1910 | 1925 | 2011 | 2016 |
| ---- | ---- | ---- | ---- | ---- | ---- | ---- |
| 73   | 81   | 75   | 95   | 87   | 74   | 70   |

## Достопримечательности
Памятники культуры и истории земли Саксония
- Гостиница, д. 12, 1702 год (№ 09252240);
- Мельница, д. 13, первая половина XIX века (№ 09254981)